# در دره الاه (فیلم)
در دره الاه (به انگلیسی: In the Valley of Elah) فیلمی جنایی و درام به نویسندگی و کارگردانی پل هگیس محصول سال ۲۰۰۷ با بازی تامی لی جونز، شارلیز ترون، سوزان ساراندون و گرگ سرانو است. عنوان فیلم به درهٔ الاه در کتاب مقدس اشاره دارد؛ مکانی که نبردی بین داوود و جالوت صورت گرفته‌است.

## داستان
فیلم داستان یک سرباز پیر آمریکایی است که همراه با همسرش به دنبال پسرش است. فرزند او پس از بازگشت از جنگ عراق به شکل عجیبی گمشده است. در این جستجو یک بازرس پلیس هم به صورت شخصی او را همراهی می‌کند.

## تولید فیلم
اگرچه داستان فیلم و اسامی شخصیت‌ها و مکان‌ها خیالی هستند اما فیلم با الهام از داستان واقعی قتل ریچارد دیویس ساخته شده‌است. او سربازی بود که پس از بازگشت از جنگ عراق در سال ۲۰۰۳ کشته شد. به نظر لنی دیویس پدر ریچارد که قبلاً پلیس ارتش بوده‌است و همانند شخصیت فیلم تحقیقات را شخصاً دنبال می‌کرده‌است، این فیلم، فیلم خوب و مهمی است و باعث می‌شود که مردم به این موضوع بیندیشند.
کتابی غیرداستانی دربارهٔ این موضوع با نام جنایت و دوستان نانوا، سرباز فراموش‌شده با نویسندگی سیلا مک‌کین در حال طی مراحل انتشار است. فیلمی مستند بر پایه تحقیقات همین کتاب نیز قرار است با پشتیبانی پل هگیس در سال ۲۰۰۸ ساخته شود.
گزارشی با نام «مرگ و ننگ» دربارهٔ مرگ دیویس به قلم مارک بول در نشریه پلی‌بوی در سال ۲۰۰۴ الهام‌بخش هگیس برای ساخت این فیلم بود. داستان دیویس در یکی از برنامه‌های تلویزیون سی‌بی‌اس نیوز هم شرح داده شده‌است.
هگیس ابتدا از کلینت ایستوود خواست تا نقش پدر را در این فیلم بازی کند و نقش را برای او نوشت اما ایستوود نپذیرفت و اعلام کرد که دیگر نمی‌خواهد در هیچ فیلمی بازی کند.
فیلم در سال ۲۰۰۷ در جشنواره فیلم ونیز برای نخستین بار نمایش داده شد و پس از آن در جشنواره بین‌المللی فیلم تورنتو نیز نمایش داده شد. نمایش فیلم ابتدا با پخش محدودی در ۱۴ سپتامبر ۲۰۰۷ در آمریکا و سپس در ۱۸ ژانویه ۲۰۰۸ در انگلستان شروع شد.

## منتقدان
تا آوریل ۲۰۱۵ در وبگاه راتن تومیتوز بر پایه ۱۵۸ نقد حدود ۷۳ درصد منتقدین به فیلم نظر مثبت داده‌اند. در وبگاه متاکریتیک امتیاز فیلم بر پایه ۲۵ نقد ۶۴ درصد بوده‌است. ریچارد کورلیس از مجله تایم فیلم را یکی از ده فیلم برتر سال ۲۰۰۷ دانسته و آن را در رتبه هشتم نشانده و آن را پیشرفتی برای پل هگیس پس از فیلم برندهٔ جایزه اسکار تصادف محسوب داشته و بازی تامی لی جونز را نیز ستوده‌است.

## جوایز
هگیس جایزه‌ای از سوی سیگنیس (SIGNIS) در جشنواره فیلم ونیز بدست آورد و نامزد جایزه شیر طلایی نیز بود. تامی لی جونز نیز نامزد جایزه اسکار بهترین بازیگر نقش اول مرد شد اما این جایزه به او تعلق نگرفت و دانیل دی-لوئیس برنده شد.